# Robert Moreau (auteur)
Pour les articles homonymes, voir Robert Moreau et Moreau.
Robert Moreau (né à Rennes le 27 février 1928 et décédé à Bondy le 4 septembre 2006,) est un dessinateur français de bandes dessinées humoristiques pour les jeunes enfants qui signait ses œuvres Romoreau (sans doute une déformation graphique de « R. Moreau » où le point s'est transformé en la lettre « O »). 

## Biographie
Il est notamment connu pour avoir créé les bandes dessinées Trompette, Touchatou, Les petites chipies et Dicky le fantastic (ou l'intrépide). Au milieu des années 50, il a également collaboré au journal IMA, l'ami des jeunes.
Les bandes dessinées de Robert Moreau ont principalement paru dans des magazines, notamment ceux des éditions Mondiales, comme Femmes d'aujourd'hui. Beaucoup d'entre elles ont également été publiées en albums.
Robert Moreau dessine avec un trait rond et clair et dans un style dynamique, il a été influencé par le style de Edmond-François Calvo.

## Trompette

### Caractéristiques
Trompette est un petit éléphant très gentil qui vit dans la jungle africaine à l'époque contemporaine. Il est accompagné de ses amis animaux : le lion Krodur et le singe Rikiki. La série met également en scène des personnages humains, notamment des explorateurs reconnaissables à leur casque colonial. Les aventures de Trompette le transportent souvent à travers le monde. Les bandes de Trompette apparaissent pour la première fois dans le numéro 935 du magazine hebdomadaire féminin Femmes d'aujourd'hui.

### Histoires
- Trompette le petit éléphant (1963)
- Le voyage de Trompette (1965)
- Trompette au Far-West (1966)
- Trompette chez les Incas (1966-1967)
- Trompette au Canada (1967)
- Trompette à Bornéo (1968-1969)
- Trompette chasse le monstre (1968-1969)
- Trompette en Italie (1969-1970)
- Trompette au Japon (1970-1971)
- Trompette en Espagne (1972-1973)
- Trompette au Tyrol (1972-1974)
- Trompette en Inde (1974)
- Trompette au Mexique (1976)

## Illustrations, jeux
Robert Moreau a créé des centaines de jeux pour la plupart des publications Disney du début des années 1970 jusqu'au milieu des années 1980. Il collabore tout particulièrement avec le journal de Mickey, pour lequel il dessine notamment la rubrique bricolage.

## Albums publiés
- Dicky
  - Dicky le fantastic, éditions Mondiales, 1965
- Trompette
  - Trompette en Inde, éditions du Hennin, mars 1983,  (ISBN 978-2-226-01696-6)
  - Trompette au Tyrol, éditions du Hennin, mars 1983,  (ISBN 978-2-226-01697-3)
  - Trompette chez les Incas, éditions du Hennin, mai 1983,  (ISBN 978-2-226-01747-5)
- Les petites chipies
  - Les Aventures des petites chipies, éditions du Hennin, mars 1983,  (ISBN 978-2-226-01698-0)
  - Les petites chipies n'en ratent pas une, éditions du Hennin, mars 1983,  (ISBN 978-2-226-01699-7)
  - Les Nouveaux Exploits des petites chipies, éditions du Hennin, mai 1983,  (ISBN 978-2-226-01732-1)
  - Les Dernières Prouesses des petites chipies, éditions du Hennin, octobre 1983,  (ISBN 978-2-226-01932-5)
  - Les Petites Chipies super malignes, éditions du Hennin, octobre 1983,  (ISBN 978-2-226-01931-8)